# Tanzō Tokuda
Pour les articles homonymes, voir Tokuda.
Tanzō Tokuda (徳田 鍛造, Tokuda Tanzō), né le 13 avril 1992 à Miyazu, est un coureur cycliste japonais.

## Biographie
En 2009, Tanzō Tokuda est sacré champion du Japon du contre-la-montre juniors. Au mois de septembre, il connait sa première sélection en équipe nationale sur le Tour d'Istrie, manche de la Coupe des Nations Juniors.
En 2013, il est engagé par l'équipe continentale japonaise Nippo-De Rosa. Non conservé, il retourne ensuite courir au Japon en 2014, tout en étant sélectionné à plusieurs reprises en équipe nationale espoirs. Champion du Japon sur route espoirs pour la seconde année consécutive, il participe également à plusieurs courses du calendrier amateur français avec l'équipe EQA U23, prenant notamment la 7e place de la Primevère montoise.
En 2015, il intègre la nouvelle équipe continentale néo-zélandaise CCT-Champion System. Il participe à plusieurs courses professionnelles en France et en Belgiqyue, sans toutefois obtenir de résultats notables. Sa formation cessant ses activités, Tanzō Tokuda décide de rejoindre le CC Nogent-sur-Oise, club évoluant en division nationale 1. Évoluant principalement en 2e catégorie, il s'impose sur les Grands Prix de Hautot-sur-Mer et de Rocq-Recquignies. Il réalise tout de même plusieurs places honorifiques sur des courses de 1re catégorie, en se classant entre autres 6e du Prix des Grandes-Ventes et 7e du Grand Prix de Saint-Souplet, participant durant cette dernière à la victoire de son coéquipier Benoît Daeninck. 
Il retourne courir au Japon en 2017, au sein de la formation japonaise Ukyo. Il obtient son meilleur classement de l'année à l'issue  du Hong Kong Challenge, qu'il conclut à la 21e place.

## Palmarès
- 2009
  -  Champion du Japon du contre-la-montre juniors
- 2013
  -  Champion du Japon sur route espoirs
- 2014
  -  Champion du Japon sur route espoirs
- 2016
  - Grand Prix de Hautot-sur-Mer
  - Grand Prix de Rocq-Recquignies

## Classements mondiaux
| Année         | 2017 |
| ------------- | ---- |
| UCI Asia Tour | 594e |